# شیاردندانان
شیاردندانان (نام علمی: Glyptodontidae) نام یک تیره از فرورده جفت‌داران است.